# رابرت براوت
رابرت براوت (انگلیسی: Robert Brout؛ زاده ۱۴ ژوئن ۱۹۲۸ درگذشته ۳ مهٔ ۲۰۱۱) یک دانشمند اهل ایالات متحده آمریکا بود. 